# الغور الغربية
الغور الغربية قرية تتبع ناحية تلدو في منطقة حمص في محافظة حمص في سورية. سكانها من المسلمين الشيعة الإثني عشرية، مع وجود قليل لبعض العائلات من أهل السنة والجماعة.
وتتميز الغور الغربية بتربتها البازلتية السوداء التي تحتوي على بعض شوارد الحديد الذي يكسبها بعض الاحمرار وتظهر هذه الشوارد جلية في الأراضي المجرفة والمصطلحة حديثا" كما أن الصخور البازلتية تحتوي في تجويفاتها على كميات متفاوتة من الكالسيت 
ويشكل القمح والشعير الجزء الرئيسي من المحاصيل الزراعية كما تزرع إلى جانبهما الحبوب العلفية كالكرسنة والبقول كالفول والحمص 
وتعد أشجار التوت بنوعيه الأحمر والشامي مظهر مميز في قرية الغور وتزرع عدة أنواع من الأشجار المثمرة إلى جانب التوت ومنها: 
1-الزيتون 
2- العنب 
3-التين
4-الصبار
ومن الأشجار غير المثمرة توجد: 
1- الكينا
2- الصنوبر
3- السرو
تصنف الغور الغربية كإحدى القرى الأثرية حيث تختلط المباني الأثرية مع المباني الحديثة وتحتوي القرية على عدد كبير من اللقى الأثرية التي تعود إلى العصر الروماني ويعد أبرزها البئر الأثري المعروف بجب التينة الموجود في القسم الشرقي من القرية. كما توجد في وسط قرية الغور قرية قديمة يرجع عمرها لحوالي 150 عام سكنها أجداد سكان الغور الحاليين. وتعد قلعة دير السلام واحدة من المعالم المهمة في الريف الشمالي لمحافظة حمص.